# Забиров, Рустам Заирович
Руста́м Заи́рович Заби́ров (23 октября 1966) — советский и узбекский футболист, нападающий. Тренер академии футбольного клуба «Бунёдкор».

## Карьера

### Клубная
Учился в душанбинском спортивном интернате. Начинал карьеру в курган-тюбинском «Вахше» в 1987 году во второй лиге.
С 1989 по 1991 годы — в клубе высшей лиги «Памир». В дебютном матче за «Памир» против московского «Спартака» первым касанием забил гол в ворота Станислава Черчесова. «Памир» однако в итоге проиграл 2:6. Всего за три года сыграл 38 матчей, забил 3 мяча.
В середине 1991 года перешёл из «Памира» в клуб 1-й лиги «Новбахор». Во встрече, выигранной «Новбахором» со счётом 3:0, забил с пенальти гол в ворота «Зенита».
В 1992 и 1994—1995 годах играл в чемпионате Узбекистана за «Навбахор». В сезоне 1992/93 играл в Германии во 2-й бундеслиге за «Меппен», потом играл в клубе 4-й лиги «Бецдорф». Также в первой половине 1990-х годов выступал в Малайзии[уточнить].
В 1995 году появился в России, выступал за «Шинник» и «Рубин». С 1997 года играл в Узбекистане за клубы «Зарафшан», «Андижан», «Согдиана». В сезоне 2000—2002 годах выступал в Индии за клуб «Васко СК».

### Тренерская
В 2008—2010 годах тренировал Кызылкум.

## Статистика
| Сезон   | Клуб     | Матчи | Голы |
| ------- | -------- | ----- | ---- |
| 1987    | Вахш     | 21    | 9    |
| 1988    | Вахш     | 33    | 14   |
| 1989    | Памир    | 16    | 2    |
| 1990    | Памир    | 17    | 1    |
| 1991    | Памир    | 5     | 0    |
| 1991    | Навбахор | 35    | 19   |
| 1992/93 | Меппен   | 10    | 0    |
| 1993/94 | Бетцдорф | ?     | ?    |
| 1995    | Шинник   | 8     | 0    |
| 1996    | Рубин    | 42    | 14   |
| 1997    | Рубин    | 13+1  | 1    |
| 1997    | Зарафшан | 16    | 10   |
| 1998    | Зарафшан | 24    | 9    |
| 1999    | Андижан  | ?     | 1    |
| 2000    | Согдиана | 10    | 2    |
| 2000/01 | Васко СК | ?     | 1    |